# NGC 1400
NGC 1400 (другие обозначения — ESO 548-62, MCG -3-10-22, IRAS03372-1850, PGC 13470) — галактика в созвездии Эридан.
Этот объект входит в число перечисленных в оригинальной редакции «Нового общего каталога».
Является одной из самых ярких галактик Скопления Эридана и находится рядом с центральной галактикой этого скопления — NGC 1407. Между двумя галактиками находятся области с очень высокой температурой вещества, что говорит о том, что атмосферы обеих галактик сталкиваются.